# Тит Аврелий Квиет
Тит Аврелий Квиет (лат. Titus Aurelius Quietus) — римский политический деятель середины I века.
О происхождении Квиета нет никаких сведений. В 80 году он находился на посту легата пропретора провинции Ликия и Памфилия. В 82 году Квиет занимал должность консула-суффекта вместе с Марком Ларцием Магном Помпеем Силоном. Дальнейшая биография Квиета не известна.